# جاي تي فلويد
جاي تي فلويد (بالإنجليزية: J. T. Floyd)‏ هو لاعب كرة قدم أمريكية أمريكي، ولد في 8 ديسمبر 1989.